# Siraya
I Siraya sono un popolo di aborigeni di Taiwan, residenti nelle pianure costiere nell'area sudoccidentale dell'isola, vicino alla città di Tainan ed alle contee di Tainan e Taidong. L'etnia è composta attualmente di almeno cinque tribù: i Mattauw, i Soelangh, i Baccloangh, i Sinckan ed i Taivoan.
I Siraya sono uno dei pochi popoli originari di Taiwan a risiedere in pianura piuttosto che in area montana, e come le altre popolazioni indigene sono di etnia e di lingua austronesiana. Lo stesso nome "Taiwan" (storicamente 大灣 / 台員 / 大員 / 台圓 / 大圓 / 台窩灣) ebbe origine nella lingua siraya. La famiglia di lingue austronesiane, alla quale appartiene la lingua siraya, include la maggior parte delle lingue parlate nell'area occidentale dell'oceano Pacifico, tra cui polinesiano, indonesiano, filippino e malese.

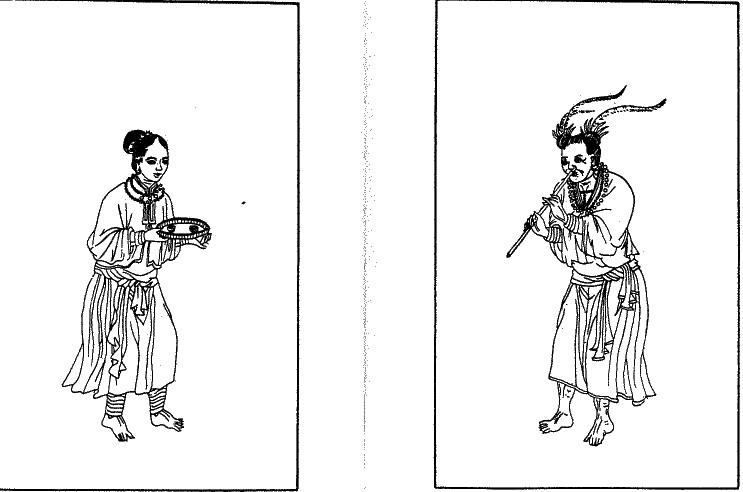
Rappresentazioni di un uomo ed una donna Siraya

Nel 1683, un porto situato nell'area Siraya di Taiwan fu annesso alla Cina dalla dinastia Qing, così iniziò un graduale processo di sinizzazione che fece cadere d'uso la lingua originaria degli aborigeni. L'ultimo periodo registrato durante il quale la lingua Siraya era regolarmente parlata risale al 1908, mentre Taiwan era sotto l'occupazione giapponese.
Nonostante la perdita della loro lingua, il popolo Siraya continua tuttora a mantenere la propria identità culturale. Difatti, diverse famiglie residenti nella giurisdizione Sinhua di Tainan ancora si identificano come Siraya, ed il popolare cognome cinese Wan altro non è che la traslitterazione di Tavalan, un comune cognome Siraya.
Il popolo Siraya, tuttavia, non è una delle etnie di aborigeni taiwanesi attualmente riconosciute dal governo nazionale, nonostante gli sforzi di personalità eminenti di tale etnia, che nel 1999 hanno fondato una Associazione Culturale Siraya (台南縣平埔族西拉雅文化協會). Nel 2002, iniziò ad essere insegnata nelle scuole regionali un prototipo di lingua Siraya ricostruita, che sarebbe stata utilizzata anche nella nuova letteratura. Nel 2005, il governo della Contea di Tainan ha stabilito un "Comitato per gli affari degli aborigeni Siraya" (台南縣西拉雅原住民族事務委員會) ed ha sovvenzionato un glossario, pubblicato poi nel 2008, contenente più di 4.000 parole in lingua siraya.

## La lingua siraya

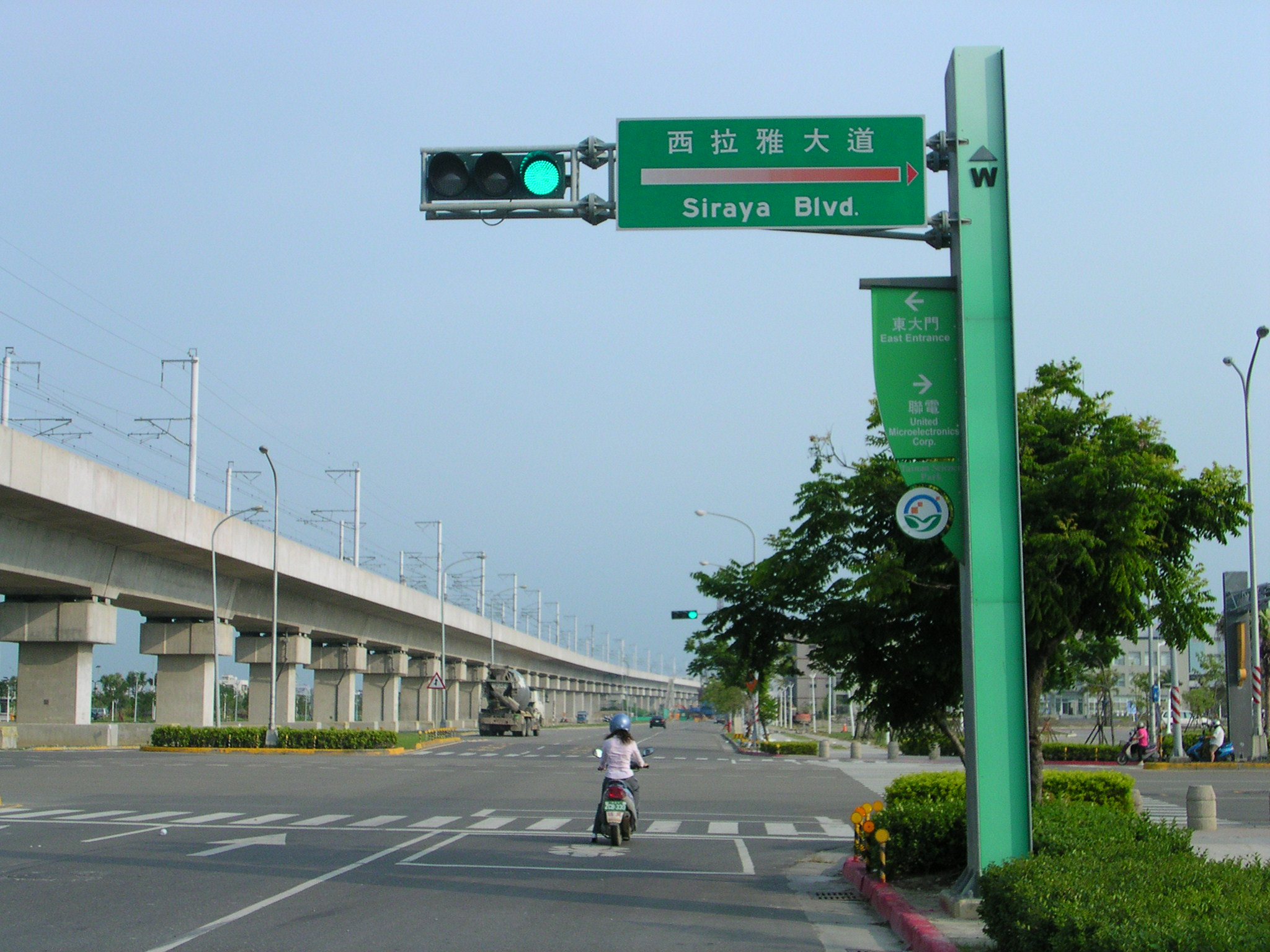
Il Siraya Boulevard all'interno del Tainan Science Park.

Secondo il Taiwan Journal, il 14 febbraio 2006 gli storici ed i linguisti dell'Academia Sinica di Taiwan hanno annunciato che la loro squadra di ricercatori aveva decifrato fino all'80% dei 187 cosiddetti manoscritti Sinckan (o manoscritti Sinkang), una serie di documenti del XVII e XVIII secolo scritti in una lingua parlata dal popolo Siraya, grazie ad un sistema di romanizzazione introdotto nel '600 dagli olandesi. Per fare in modo di convertire il popolo Siraya al Cristianesimo, i missionari olandesi studiarono la sua lingua originaria, inventarono un alfabeto romanizzato per scriverla, insegnarono ai Siraya come utilizzare quest'ultimo ed, infine, iniziarono a tradurre in lingua siraya il Nuovo Testamento. Alcune copie della traduzione dei missionari olandesi del Vangelo di Matteo sono sopravvissute, e molti dei manoscritti sono composti di due fronti, con la versione cinese del contenuto accanto a quella sirayana.